# Didrik Ferdinand Didrichsen
Didrik Ferdinand Didrichsen (1814–1887) fue un botánico, y médico danés. Participó como botánico en la primera "Expedición Galathea", entre 1845 a 1847, circunnavegando el planeta. Su padre Rasmus Didrichsen (-1839) era carpintero, y se casó el 20 de noviembre de 1838 con Marie Louise Müller.
En 1875, sucedió a Anders Sandøe Ørsted como profesor de botánica en la Universidad de Copenhague, y como director de su Jardín Botánico, que lo hizo muy conocido y al cual Eugen Warming lo enriqueció aún más. Al retirase jubilado Didrichsen en 1885, Warming lo sucedió en ambas posiciones.

## Honores

### Eponimia
- (Cyperaceae) Fimbristylis didrichsenii Boeckeler[2]

- (Euphorbiaceae) Croton didrichsenii G.L.Webster[3]

- (Myrtaceae) Myrcia didrichseniana Kiaersk.[4]
- La abreviatura «Didr.» se emplea para indicar a Didrik Ferdinand Didrichsen como autoridad en la descripción y clasificación científica de los vegetales.[5]